# Daucher-Alfermée

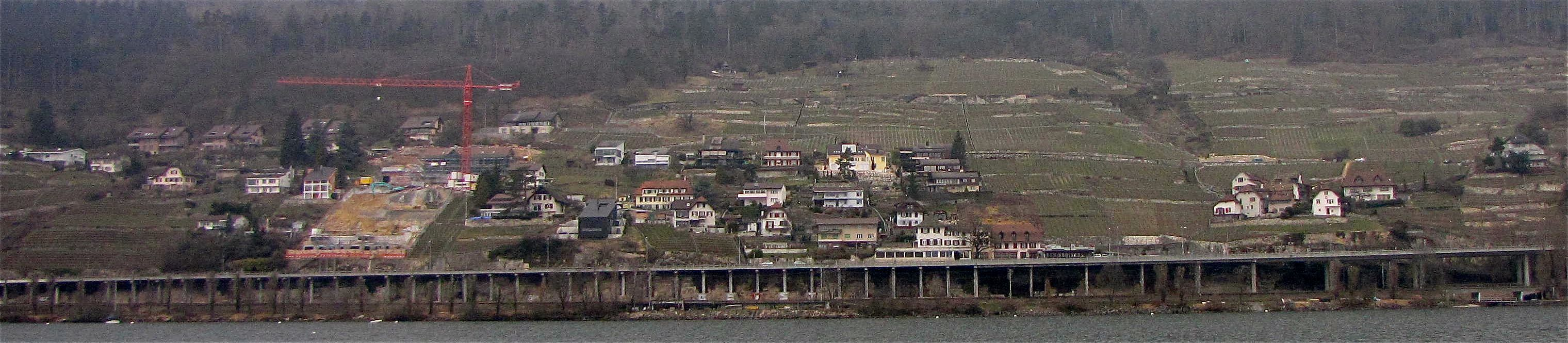
Le village d'Alfermée au bord du lac de Bienne (Suisse), à droite l'ancien centre du village, à gauche la nouvelle colonie de maisons individuelles

Daucher-Alfermée, appelée Tüscherz-Alfermée en allemand, est une ancienne commune du canton de Berne, située au bord du lac de Bienne, comprenant les villages de Daucher (Tüscherz) et Alfermée. Depuis 2010, elle fait partie de la commune de Douanne-Daucher (Twann-Tüscherz en allemand).

## Histoire
La commune a fusionné le 1er janvier 2010 avec Douanne pour former la nouvelle commune de Douanne-Daucher, appelée Twann-Tüscherz en allemand.

## Transports
- Sur la ligne ferroviaire Bienne-Neuchâtel
- Port d'embarquement pour les bateaux du Lac de Bienne